# UFC 290
UFC 290: Volkanovski vs. Rodríguez（ユーエフシー・ツーナインティ：ヴォルカノフスキー・バーサス・ロドリゲス）は、アメリカ合衆国の総合格闘技団体「UFC」の大会の一つ。2023年7月8日、ネバダ州ラスベガスのT-モバイル・アリーナで開催された。

## 大会概要
本大会は正規王者アレクサンダー・ヴォルカノフスキーと暫定王者ヤイール・ロドリゲスによるUFC世界フェザー級王座統一戦、王者ブランドン・モレノと挑戦者アレッシャンドリ・パントージャによるUFC世界フライ級タイトルマッチが組まれた。

## 試合結果

### アーリープレリム
第1試合 ライト級 5分3R
○  エステバン・リボビクス vs.  カムエラ・カーク ×
3R終了 判定3-0（29-28、29-28、29-28）
第2試合 フライ級 5分3R
○  ヘスス・アギラー vs.  シャノン・ロス ×
1R 0:17 KO（右フック）
第3試合 バンタム級 5分3R
○  キャメロン・サーイマン vs.  テレンス・ミッチェル ×
1R 3:10 TKO（パウンド）
第4試合 ライトヘビー級 5分3R
○  ビトー・ペトリーノ vs.  マルチン・プラフニオ ×
3R 3:42 肩固め

### プレリミナリーカード
第5試合 ライトヘビー級 5分3R
○  アロンゾ・メニフィールド vs.  ジミー・クルート ×
2R 1:55 ギロチンチョーク
第6試合 女子ストロー級 5分3R
○  デニーシ・ゴメス vs.  ヤスミン・ハウレギ ×
1R 0:20 TKO（右フック→パウンド）
第7試合 130ポンド契約 5分3R
○  平良達郎 vs.  エドガー・チャイレス ×
3R終了 判定3-0（29-27、29-27、29-27）
第8試合 ウェルター級 5分3R
○  ロビー・ローラー vs.  ニコ・プライス ×
1R 0:38 KO（左フック）

### メインカード
第9試合 ミドル級 5分3R
○  ボー・ニッカル vs.  バル・ウッドバーン ×
1R 0:38 TKO（左アッパー）
第10試合 158ポンド契約 5分3R
○  ダン・フッカー vs.  ジェイリン・ターナー ×
3R終了 判定2-1（28-29、29-28、29-28）
※ターナーの体重超過によりライト級から変更。
第11試合 ミドル級 5分3R
○  ドリカス・デュ・プレシ vs.  ロバート・ウィテカー ×
2R 2:23 TKO（スタンドパンチ連打）
第12試合 UFC世界フライ級タイトルマッチ 5分5R
○  アレッシャンドリ・パントージャ vs.  ブランドン・モレノ ×
5R終了 判定2-1（46-49、48-47、48-47）
※パントージャが王座獲得に成功。
第13試合 UFC世界フェザー級王座統一戦 5分5R
○  アレクサンダー・ヴォルカノフスキー vs.  ヤイール・ロドリゲス ×
3R 4:19 TKO（パウンド）
※ヴォルカノフスキーが5度目の王座防衛に成功。

### 各賞
ファイト・オブ・ザ・ナイト：アレッシャンドリ・パントージャ vs. ブランドン・モレノ
パフォーマンス・オブ・ザ・ナイト：ドリカス・デュ・プレシ、デニーシ・ゴメス
各選手にはボーナスとして5万ドルが授与された。

### カード変更
負傷などによるカードの変更は以下の通り。